# Llugones
Llugones (en castellà Lugones i oficialment Lugones/Llugones) és una parròquia del conceyu asturià de Siero. Té una població de 12.224 habitants (INE 2008) i ocupa una extensió de 5,48 km². És a més a més un llogaret de la parròquia que es troba a 5 quilòmetres d'Oviedo, 13 km de La Pola Siero i 22 km de Xixón. El gentilici és lugonino o lugonense.

## Economia
Lugones és una població amb una economia puixant, a la rodalia hi ha diversos polígons industrials com Asipo o Silvota, ambdós al concejo veí de Llanera. A més a més al terme municipal hi ha un centre comercial amb un Carrefour, i molt a prop la major superfície comercial de la regió: Parque Principado.

## Entitats de població
Segons el nomenclator de 2008 la parròquia de Lugones està formada pels llogarets de: 
- Les Folgueres - 14 habitants
- Llugones - 12.119 habitants
- Paredes - 91 habitants

Altres entitats de població: La Braña de Riba, El Cabrón, La Caleya'l Palacio, El Carbayu, Les Cases del Puente, La Casona, El Castru, La Corexa, El Cruce Vieyu, El Cruce Nuevu, El Cuetu, La Faya, La Iría, La Llosa la Villa, Los Molinos, El Palacio, Los Peñones, La Ponte, El Puente Vieyu, El Resbalón, Santa Bárbara, El Sucu, El Tiru Cañón, El Tocote, La Torre i El Villar.